# 김용민 (1952년)
김용민(金容珉, 1952년 9월 30일 ~ , 경남 통영)은 대한민국의 경제 공무원이자 인천재능대학교 세무회계과 교수다.

## 학력
- 부산고등학교 졸업
- 서울대학교 경제학 학사
- 서울대학교 행정대학원 행정학 석사
- 보스턴대학교 대학원 경제학 석사
- 중앙대학교 대학원 박사

- 1975년 : 제17회 행정고시 합격
- 1980년 : 재무부 총무처
- ~ 1989년 : 국세심판소 사무관
- 1989년 : 금융실명제실시준비단 서기관
- 1989년 ~ 1992년 : 국제연합무역개발협의회
- 1992년 : 재정경제원 국세심판소 조사관
- 1997년 12월 ~ 1998년 8월 : 재정경제원 조세정책과장
- 재정경제원 세제실 소비세제과 과장
- 재정경제원 기본법규과 과장
- 재정경제원 소득세제과 과장
- 재정경제원 재산세제과 과장
- 1998년 ~ 2000년 : 대통령비서실 법무비서실 행정관
- 2000년 ~ 2001년 2월 : 재정경제부 국제금융국 심의관
- 2001년 2월 ~ 2002년 2월 : 재정경제부 부이사관
- 2002년 2월 ~ 2003년 4월 : 재정경제부 재산소비세심의관
- 2004년 1월 ~ 2005년 4월 : 국세청 법무심사국장
- 2005년 4월 ~ 2005년 6월 : 재정경제부 국세심판원 상임심판관
- 2005년 6월 ~ 2006년 6월 : 재정경제부 세제실장
- 2006년 6월 ~ 2007년 7월 : 조달청 청장
- 2007년 7월 : 대통령비서실 경제보좌관
- 2008년 1월 ~ 2009년 1월 : 감사원 감사위원
- 2009년 3월 ~ 2010년 3월 : 현대종합상사 사외이사
- 인천재능대학교 세무회계과 교수
- 인천재능대학교 부총장
- 조세일보 경영고문
- 인천재능대학교 회계경영과 경영관리전공 교수
- 2023년 1월 ~ 2025년 10월 : 학교법인 재능학원 이사

## 참고 자료
- 김용민 네이버 인물검색[깨진 링크(과거 내용 찾기)]
- 김용민 네이트 인물검색

| 전임 진동수 | 제24대 조달청장 2006년 6월 15일 ~ 2007년 7월 26일 | 후임 김성진 |